# Erik Lindorm
Gustaf Erik Lindorm, född 20 juli 1889 i Stockholm, död där 30 januari 1941, var en svensk författare, skald och publicist. 

## Biografi
Lindorm kom från ett småföretagarhem men bröt tidigt med fadern och försörjde sig själv som journalist redan i tonåren, först på Saxons Såningsmannen. Han kom med i ungsocialistiska kretsar och medarbetade i Social-Demokraten, Karbasen och Brand. Han blev känd 1908, då han åtalades men frikändes för en artikel han skrivit i tidningen Brand som eftermäle till kamraten Einar Håkansson. Han var även verksam som agitator och försvarade i ett tal de ungsocialister som tagit livet av en strejkbrytare vid bombattentatet mot fartyget Amalthea. Han åtalades och dömdes till en dryg månads fängelse, som avtjänades på Långholmens centralfängelse 1909.
En schism med Ungsocialistiska partiets ledning i en smakfråga ledde till att Lindorm 1911 avgick som redaktör, och även chefredaktören Hinke Bergegren ställde sig solidarisk och avgick. Lindorm omvärderade nu gradvis sin politiska inställning och medarbetade först i Social-Demokraten 1922–1923, för att sedan övergå till borgerlig press.
Tillsammans med tecknaren Ivar Starkenberg startade han 1912 tidningen Naggen, ”Sveriges olydigaste tidning”, som utkom fram till 1922 efter förebild av den tyska Simplicissimus. Han var medarbetare i Svenska Dagbladet 1924–1930, och från 1930 var han kåsör och teaterskribent i Vecko-Journalen.
Lindorm skrev mellan 1912 och 1922 lyrik som hade motiv från Stockholms förstads- och arbetarvärld. Bland dikterna kan nämnas En död arbetarhustru, Modersmjölken, Lyckans minut och Konfirmander. 
Han uppfann den så kallade bokfilmen, en bokgenre vars forminnehåll har lånat inspiration från film och kvällstidningar och berättar en historia med många bilder, klipp, rubriker och bildtexter. Den första bokfilmen (1933) handlade om Selma Lagerlöf. Sedan följde Med kungen för fosterlandet : en bokfilm 1858–1933 (1934). De flesta hade historiska personligheter och händelser som tema. Det var samtidskrönikor byggda på tidningsurklipp.
Han var gift med Marta Lindorm, född Berg, och far till barnen Per-Erik, Liane, Bo och Hagar.
Lindorm är begravd på Norra begravningsplatsen i Stockholm.

### Skönlitteratur
- Bubblor från botten. Stockholm: Thorsén. 1908. Libris 1615451. https://runeberg.org/lebubblor
- Tal till mitt hjärta. Stockholm: Bonnier. 1912. Libris 1636376. http://hdl.handle.net/2077/51935
- Min värld. Stockholm: Bonnier. 1918. Libris 20217226. http://hdl.handle.net/2077/52119
- Domedagar. Stockholm: Bonnier. 1920. Libris 1655179
- Bekännelser. Stockholm: Bonnier. 1922. Libris 1486848
- På villovägar och andra kåserier. Stockholm: Bonnier. 1922. Libris 1486850
- Mellan himmel och jord. Stockholm: Bonnier. 1924. Libris 1486849
- Valda dikter. Stockholm: Bonnier. 1925. Libris 299526
- Moloch : lustspel i tre akter. Stockholm. 1926. Libris 2057178
- Rötmånad : komedi i tre akter. Svenska teatern, 99-1250025-3 ; 409. Stockholm: Bonnier. 1928. Libris 1335540
- Röda dagen, folklustspel 1929[7]
- Krasch, pjäs 1930[7]
- Blockad, pjäs 1931[7]
- Personligt ovett. Stockholm: Bonnier. 1932. Libris 2040029
- På marsch : nya dikter. Stockholm: Bonnier. 1934. Libris 22255
- Dikter. Stockholm: Bonnier. 1941. Libris 1401411. http://hdl.handle.net/2077/58802
- Dikter. Stockholm: Bonnier. 1963. Libris 1159921. https://runeberg.org/eldikter/ - Ytterligare upplagor 1941, 1944, 1946, 1948, 1950, 1953 och 1957.
- Dikter i folkupplaga. Bonniers folkbibliotek. Stockholm: Bonnier. 1959. Libris 2002204 - Urval av Evald Palmlund.
- Flickan från fjärran och andra dikter. Svalans lyrikklubb, 0586-0326 ; 550. Stockholm: Bonnier. 1975. Libris 7144570. ISBN 91-0-039914-0 - Urval av Sven Lidner. Serie: Svalans lyrikklubb.

### Varia
- "Einar Håkansson i himlen" : jämte förord och Petterssons klagan. Stockholm. 1908. Libris 2779639
- Den nye guden : En vidräkning med fosterlandsskojet och dess drabanter  : både svarta och röda, stora och små. Stockholm: Thorsén & C :o. 1908. Libris 1619127 - Utgiven under pseudonym Erik Väderhatt.
- Till kamp mot reaktionen : en protest. Kalmar: Johansson & Björklund. 1908. Libris 1615452
- Om jag vore domare. M. H. F :s småskriftserie ; 3. Vallsta: Motorförarnas helnykterhetsförbund. 1928. Libris 1340158
- Revyn 1928. Stockholm: Bonnier. 1928. Libris 1338790 - Medförfattare: Nils Ameck & Yngve Berg.
- Den blå lyktan. M.H.F :s [Motorförarnas helnykterhetsförbund] småskriftsserie ; [6].. Stockholm. 1930. Libris 2791525 - Medförfattare: Robert Arnold Josefson.
- Ett blodprov. M.H.F :s [Motorförarnas helnykterhetsförbund] småskriftsserie ; [7]. Hässleholm. 1930-1939. Libris 2779777
- Med kungen för fosterlandet : en bokfilm 1858-1933. Stockholm: Bonnier. 1934. Libris 1348070. https://runeberg.org/medkungen/
- Selma Lagerlöf : en bokfilm. Stockholm: Bonnier. 1933. Libris 1348072. http://hdl.handle.net/2077/51932
- Oscar II och hans tid : en bokfilm. Ny svensk historia, 99-0172400-7. Stockholm: Wahlström & Widstrand. 1934. Libris 1348071. https://runeberg.org/leo2/
- Världen i brand : en bokfilm över det stora kriget 1914-1918. Stockholm: Åhlén & Åkerlund. 1935. Libris 1348074. https://runeberg.org/elvib/
- Gustaf V och hans tid : en bokfilm. 1907-1918. Stockholm: Wahlström & Widstrand. 1936. Libris 299080
- Gustaf V och hans tid: en bokfilm. 1919-1927. Stockholm: Wahlström & Widstrand. 1938. Libris 299077
- Från Delaware till Garbo : en bokfilm till Delawarejubiléet 1938. Stockholm: Åhlén & Åkerlund. 1937. Libris 1405399
- Gustaf V och hans tid  : en bokfilm. 1928-1938. Stockholm: Wahlström & Widstrand. 1940. Libris 299078
- Carl XIV Johan - Carl XV och deras tid 1810-1872  : en bokfilm. Ny svensk historia, 99-0172400-7. Stockholm: Wahlström & Widstrand. 1942. Libris 1401410. https://runeberg.org/lec14j/
- Gustaf V och hans tid  : en bokfilm. 1938-1947. Stockholm: Wahlström & Widstrand. 1947. Libris 299079
- Ett folk på marsch : en bokfilm. Bonniers folkbibliotek, 99-0133706-2. Stockholm: Bonnier. 1958-1967. Libris 8351 - Urval av Per-Erik Lindorm i 5 volymer.
- Hur jag blev bokförläggare. Bokvännens miniatyrserie, 99-1302239-8 ; 7. Stockholm: Sällsk. Bokvännerna. 1957. Libris 1630449

### Redaktörskap
- Naggen. Stockholm: E. Lindorm. 1915-21[7]. Libris 13428132
- Svenska kärleksdikter. Stockholm: Bonnier. 1926. Libris 1338791
- Sångerna om Stockholm. Stockholm: Bonnier. 1930. Libris 1335951
- Uppslagsbok för alla. Stockholm: Åhlén & Åkerlund (Bonnier). 1939. Libris 1380818
- Vad är det? : husmoderns uppslagsbok för tidningsläsare och korsordslösare. Stockholm: Åhlén & Åkerlund. 1940. Libris 1380889